# Сапунов Бор
Сапунов Бор — деревня в Новгородском районе Новгородской области, входит в состав Ракомского сельского поселения.
Расположена в новгородском Поозерье в 1,3 км от северо-западного берега озера Ильмень. Ближайшие населённые пункты — деревни Желкун и Три Отрока.